# خوان اسنايدر (لاعب كرة قدم)
خوان اسنايدر (بالإسبانية: Juan Esnáider Ruiz) هو لاعب كرة قدم إسباني في مركز الهجوم، ولد في 31 يناير 1992 في مدريد في إسبانيا. لعب مع رايو ماخاداهوندا وريال سرقسطة ونادي ديبورتيفو طليطلة ونادي لاس روزاس ونادي هويسكا.

## وصلات خارجية
- خوان اسنايدر على موقع قاعدة بيانات كرة القدم.إي يو (الإنجليزية)
- خوان اسنايدر على موقع Soccerway.com (الإنجليزية)